# Зима једног лава
Зима једног лава (енгл. The Lion in Winter) је историјски драмски филм из 1968. године, који је режирао Ентони Харви, а сценарио је написао Џејмс Голдман на основу сопствене позоришне представе. Главне улоге у филму тумаче Питер О’Тул, Кетрин Хепберн, Ентони Хопкинс (коме је ово прва велика улога), Џон Касл, Најџел Тери и Тимоти Долтон (у свом филмском дебију). Радња прати политичка и лична превирањима међу енглеским краљем Хенријем II, његовом супругом Елеонором од Аквитаније, њихова три сина и њиховим гостима.
Филм је постигао комерцијални успех и освојио је три Оскара; за најбољи адаптирани сценарио, најбољу музику, док је Кетрин Хепберн свог трећег Оскара за најбољу глумицу поделила са Барбром Страјсенд. Телевизијски римејк овог филма изашао је 2003. године.

## Радња
Радња је смештена током Божића 1183. године, у замку и примарној резиденцији енглеског краља Хенрија II у Шинону, у средњовековном Анжујском царству. Хенри жели да његов најмлађи син Џон наследи престо, док његова отуђена и затворена супруга Елеонора од Аквитаније, привремено пуштена из затвора за празнике, фаворизује њиховог најстаријег преживелог сина Ричарда. У међувремену, француски краљ Филип II, син и наследник Луја VII, Елеонориног бившег мужа, дао је своју полусестру Алис, која је тренутно Хенријева љубавница, будућем наследнику и захтева или њено венчање или повратак њеног мираза.
Да би покварио њихове планове, Хенри пристаје да Ричарду да Алис и учини га наследником. Он склапа договор са Елеонором да јој дозволи њену слободу у замену за Аквитанију, коју ће дати Џону и Ричарду који ће се венчати са Алис. Када договор буде откривен на венчању, Ричард одбија да настави са церемонијом. Након што Ричард оде, Елеонора мазохистички тражи од Хенрија да пољуби Алис пред њом. Пошто је поверовао у Хенријеве намере, Џон, по налогу средњег брата, Џефрија, кује заверу са Филипом да зарати са Енглеском. Хенри и Филип се састају да би преговарали о условима, али Хенри убрзо сазнаје да је Филип ковао заверу са Џоном и Џефријем, као и да су он и Ричард некада били љубавници.
Хенри одбацује сва три сина као неподобне и закључава их у вински подрум. Он планира да отпутује у Рим ради поништења свог брака, како би могао да ожени Алис и добије нове наследнике, али она му говори да он никада неће моћи да пусти своје синове из затвора, пошто ће они бити претња његовој будућој деци. Хенри схвата да је она у праву и осуђује их на смрт, али не може да се натера да их убије, већ их пусти да побегну. Он и Елеонора се надају бољој будућности, и она се враћа бродом у свој затвор, смејући се са Хенријем пре него што оде.

## Улоге
| Глумац         | Улога                          |
| -------------- | ------------------------------ |
| Питер О’Тул    | краљ Хенри II                  |
| Кетрин Хепберн | краљица Елеонора од Аквитаније |
| Ентони Хопкинс | принц Ричард                   |
| Џон Касл       | принц Џефри                    |
| Најџел Тери    | принц Џон                      |
| Тимоти Долтон  | краљ Филип II                  |
| Џејн Мероу     | принцеза Алис                  |
| Најџел Сток    | капетан Вилијам Маршал         |
| Кенет Ајвс     | стражар краљице Елеоноре       |
| О. З. Вајтхед  | бискуп Дарама                  |